# Adriaen Brouwer

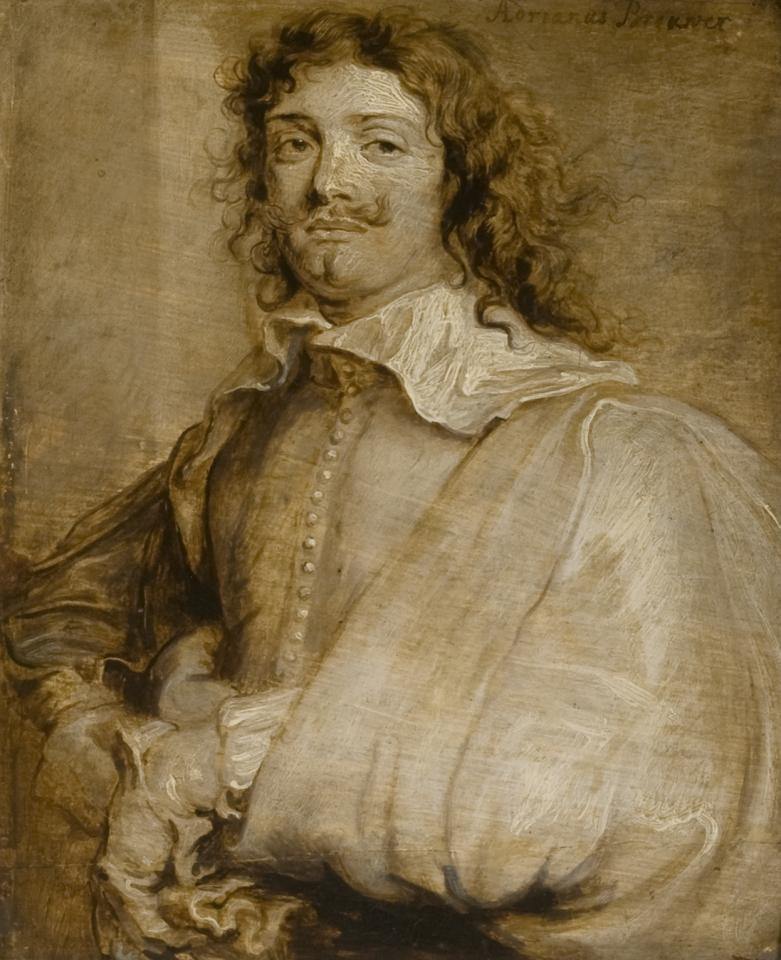
Porträt von Adriaen Brouwer, Zeichnung von Anthonis van Dyck

Adriaen Brouwer, auch Adriaan Brouwer, Adriaen Brauwer, Adriaen de Brauwer, (* 1605 oder 1606 wahrscheinlich in Oudenaarde, Flandern; † vor 1. Februar 1638 in Antwerpen) war ein flämischer Maler, der in der ersten Hälfte des 17. Jahrhunderts in Flandern und der Niederländischen Republik tätig war. Brouwer war ein wichtiger Erneuerer der Genremalerei durch seine anschaulichen Darstellungen von Bauern, Soldaten und anderen Personen der ‚Unterschicht‘, die sich mit Trinken, Rauchen, Karten- oder Würfelspielen, Kämpfen, Musizieren usw. beschäftigten. Brouwer trug zur Entwicklung des Genres der Tronies bei, d. h. Kopf- oder Gesichtsstudien, bei denen die Ausdrucksvielfalt untersucht wird. In seinem letzten Lebensjahr schuf er einige Landschaften von tragischer Intensität. Brouwers Werk hatte einen wichtigen Einfluss auf die nächste Generation flämischer und niederländischer Genremaler.

## Leben
Über Brouwers Leben liegen nur wenige gesicherte Angaben vor. Der holländische Biograph Arnold Houbraken hat in seinem Buch De groote schouburgh der Nederlantsche konstschilders en schilderessen (3 Bände, Amsterdam 1718–1719) zahlreiche irrtümliche Aussagen und phantasievolle Geschichten über Brouwer aufgenommen. Die eklatantesten Fehler Houbrakens waren, Brouwers Geburtsort als Haarlem in der niederländischen Republik und Frans Hals als seinen Meister zu identifizieren.
Es ist heute allgemein anerkannt, dass Brouwer im Jahr 1605 oder 1606 in Oudenaarde in Flandern geboren wurde. Sein Vater, der auch Adriaen genannt wurde, arbeitete als Tapisseriegestalter in Oudenaarde, damals ein wichtiges Zentrum der Tapisserieproduktion in Flandern. Der Vater starb in Armut, als Adriaen der Jüngere erst 15–16 Jahre alt war. Brouwer hatte zu diesem Zeitpunkt bereits das väterliche Heim verlassen.
Brouwer arbeitete 1622 in Antwerpen. Im März 1625 wurde Adriaen Brouwer in Amsterdam beurkundet, wo er im Gasthaus des Malers Barend van Someren wohnte, eines anderen flämischen Künstlers, der sich in der Niederländischen Republik niedergelassen hatte. Brouwer wurde ferner am 23. Juli 1626 als Notarzeuge aufgenommen, als er eine Erklärung von Barend van Someren und Adriaen van Nieulandt über einen Verkauf von Bildern in Amsterdam unterzeichnete. Es ist möglich, dass er zu diesem Zeitpunkt bereits in Haarlem wohnte und in der Rhetorikkammer 'De Wijngaertranken' in Haarlem tätig war.
Brouwer hielt sich ab 1631 wieder in seiner Heimat Flandern auf, wo er in diesem Jahr als Meister in die Lukasgilde aufgenommen wurde, noch bevor er Bürger von Antwerpen wurde. Von 1634 bis zu seinem Tode im Januar 1638 durch die Pest lebte er beim Kupferstecher Paulus Pontius in Antwerpen. Der Name des Künstlers taucht regelmäßig in den Antwerpener Aufzeichnungen auf, meist im Zusammenhang mit der Regelung seiner verschiedenen Schulden. Bei Lebzeiten scheinen seine Genrebilder nicht sehr hoch im Preis gestanden zu haben, da er so in Not geriet, dass ihm 1632 sein armseliger Hausrat von seinen Gläubigern abgenommen wurde. Vielleicht hat auch sein Lebensstil zu seinem Vermögensverfall beigetragen. 1633 befand er sich, vermutlich wegen eines politischen Vergehens, in Haft. Die Bäckerei in der Antwerpener Zitadelle, in der er eingesperrt war, wurde von dem BäckerJoos van Craesbeeck vertrieben. Es wird angenommen, dass Brouwer und van Craesbeeck sich in dieser Zeit kennen gelernt haben. Aufgrund von Informationen des zeitgenössischen flämischen Biographen Cornelis de Bie in seinem Buch Het Gulden Cabinet wird angenommen, dass van Craesbeeck in dieser Zeit Brouwers Schüler und bester Freund geworden ist. Ihre Beziehung beschrieb de Bie als 'Soo d'oude songhen, soo pypen de jonghen' (Wie die Alten sangen, so zwitschern die Jungen). Die stilistischen Ähnlichkeiten von van Craesbeecks Frühwerk mit den Werken Brouwers scheinen eine solche Schülerschaft zu bestätigen.

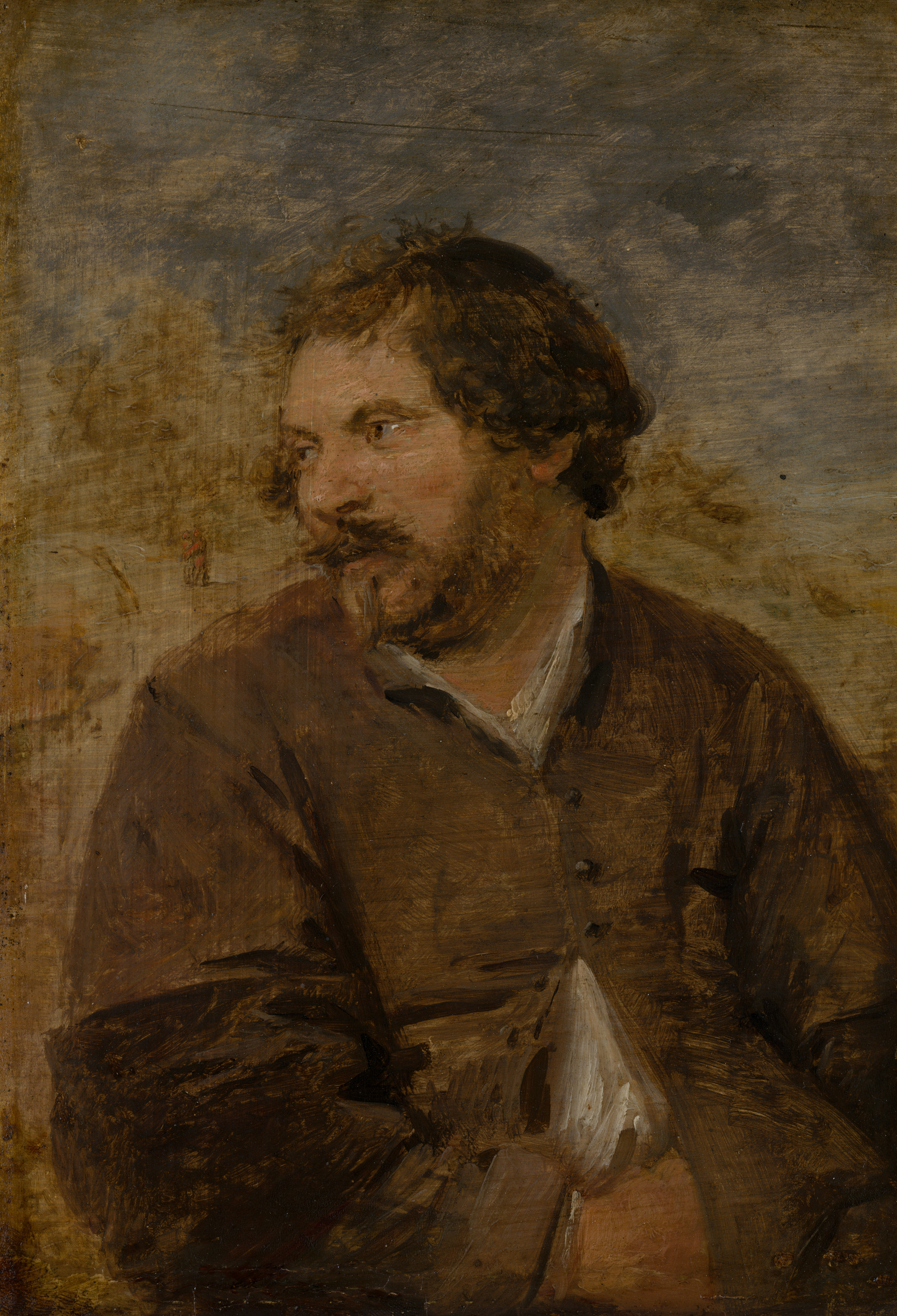
Dicker Mann oder Luxuria

Am 26. April 1634 quartierte sich Adriaen Brouwer im Haus des bekannten Kupferstechers Paulus Pontius ein, da die beiden Männer enge Freunde geworden waren. Im selben Jahr schloss sich das Paar der örtlichen Rhetorikkammer Violieren an. Es wird vermutet, dass Brouwers Gemälde Dicker Mann oder Luxuria (Mauritshuis), das möglicherweise die Todsünde der Lust darstellt, gleichzeitig ein Porträt von Paulus Pontius ist.
Frühe Biographen beschreiben, wie Adriaen Brouwer und seine Künstlerfreunde einen Großteil ihrer Zeit mit Feiern in den örtlichen Tavernen verbrachten, zu denen oft auch Künstlerkollegen kamen. Brouwer malte eine Tavernenszene namens Die Raucher (um 1636, Metropolitan Museum of Art, New York), die ein Selbstporträt zusammen mit Porträts von Jan Cossiers, Jan Lievens, Joos van Craesbeeck und Jan Davidsz. de Heem darstellt. Die Gesellschaft von Freunden wird gezeigt, weil sie um einen Tisch sitzen und rauchen. Brouwer ist die Figur in der Mitte, die dem Betrachter zugewandt ist. Dieser Typus des Gruppenporträts ist eine doppelte Darstellung eines der fünf Sinne (in diesem Fall des Geschmackssinns).
Trotz seiner angeblich ausschweifenden Lebensweise und seiner Vorliebe für low-life Themen war Brouwer von seinen Kollegen hoch geachtet, wie die Tatsache beweist, dass Rubens zum Zeitpunkt seines Todes 17 Werke von Brouwer besaß, von denen mindestens eine erworben worden war, bevor Rubens Brouwer persönlich kennen gelernt hatte. Rembrandt hatte auch Gemälde von Brouwer in seiner Sammlung.
1635 nahm Brouwer Jan-Baptist Dandoy (aktiv 1631–1638) als seinen einzigen offiziell registrierten Schüler auf. Im Januar 1638 starb Adriaen Brouwer in Antwerpen. Einige frühe Biographen brachten seinen frühen Tod mit seinem ausschweifenden Lebensstil und Alkoholmissbrauch in Verbindung. Houbraken hingegen führt seinen Tod auf die Pest zurück. Ein Beweis dafür ist, dass seine sterblichen Überreste ursprünglich in einem Massengrab beigesetzt wurden. Einen Monat nach seinem Tod am 1. Februar 1638 wurde sein Leichnam nach einer feierlichen Zeremonie und auf Initiative und Kosten und in Anwesenheit seiner Künstlerfreunde in der Karmeliterkirche von Antwerpen wieder beigesetzt.

## Werke

### Allgemein

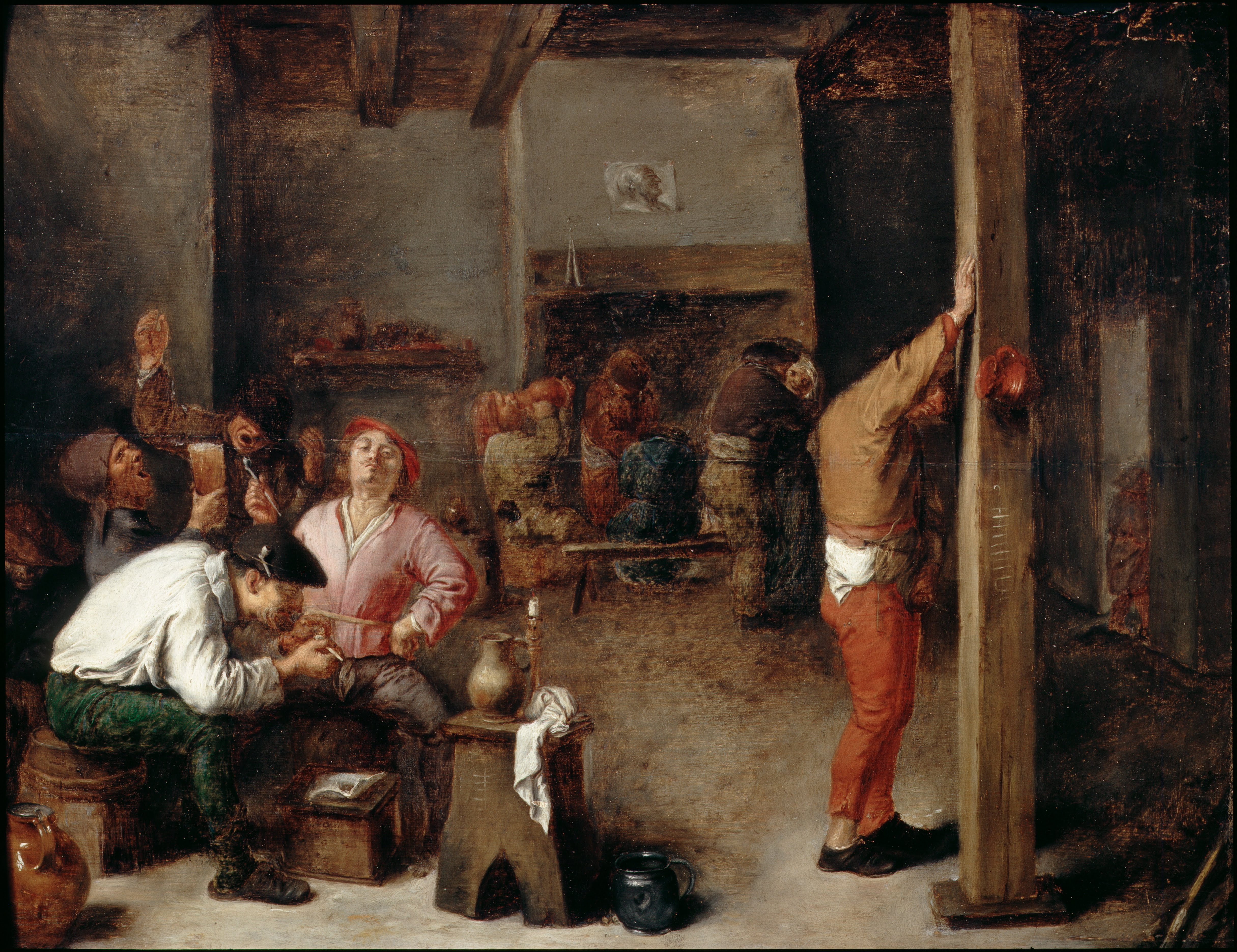
Inneres einer Taverne

Brouwer hinterließ ein kleines Œuvre, das etwa 60 Werke umfasst. Nur wenige seiner Werke sind signiert, während keines datiert ist. Da Brouwer in seiner Zeit weitgehend kopiert, imitiert und verfolgt wurde, sind die Zuschreibungen von Werken an Brouwer manchmal unsicher oder umstritten. Er malte ausschließlich Szenen aus dem Bauern- und Wirtshausleben, Bauerntänze, Kartenspieler, Raucher, Trinker und Schlägereien, welche sich durch eine große Lebendigkeit der Charakteristik und durch eine sprühende Genialität der Auffassung auszeichnen. Brouwer trug auch zur Entwicklung der Gattung der Tronies bei, d. h. Kopf- oder Gesichtsstudien, die Ausdrucksvielfalt untersuchen.  In den letzten Jahren seiner Karriere schuf er einige wenige Landschaften. Brouwers Kompositionen sind fast alle im Kleinformat ausgeführt.
Brouwer wurde von Dirck Hals beeinflusst, einem Genremaler, der ein Bruder von Frans Hals und in Haarlem tätig war. Brouwers stilistische Entwicklung lässt sich nicht mit Sicherheit nachvollziehen. Bilder in leuchtenden Naturfarben sollen in den 1620er Jahren gemalt worden sein. Um 1630 begann Brouwers Palette eine starke Vorliebe für Braun, Grau und Grün zu zeigen. Der Maler hatte eine freie, skizzenhafte Malweise und trug die Farbe dünn auf. Die Farbgebung wird zugunsten einiger Leittöne differenzierter. Ein gemeinsamer ockerfarbener Grundton taucht die Figuren in gedämpftes Licht. In einem seiner Werke, "Gastwirt" (München, Alte Pinakothek), wird der Eindruck erzeugt, als leuchteten die Hauptfarben aus sich selbst. Durch die vermittelten Farbqualitäten wird das Charakteristikum jeder Hell-Dunkelmalerei unterstützt. Flüchtige Malweise, lockerer Farbauftrag sind nach Brouwers Haarlemer Aufenthalt die technischen Gestaltungsmittel.
Er hat nicht nur auf seinen Schüler Joos van Craesbeeck, sondern auch auf David Rijckaert, Teniers den Jüngeren und die Holländer Adriaen van Ostade, Cornelis und Herman Saftleven einen bedeutenden Einfluss geübt.  Erneut große Beachtung fand sein Werk mit dem Aufkommen des Impressionismus.

### Genremalerei

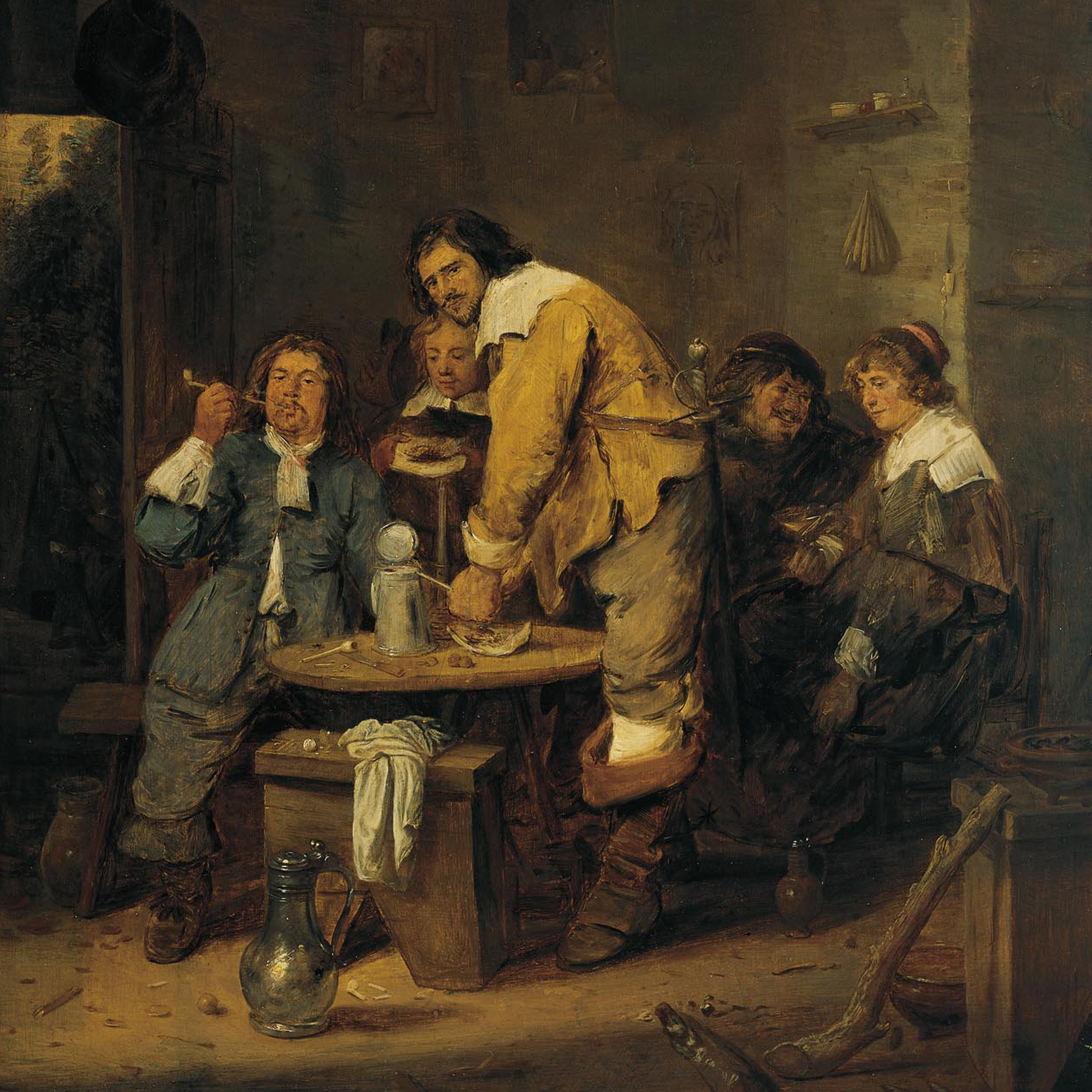
Tabak Bar

Seine Genreszenen zeigen Bauern, Soldaten und andere Personen der 'unteren Klasse', weil sie in verschiedenen Formen von Lastern wie Trinken, Rauchen, Karten- oder Würfelspiel, Schlägereien usw. verstrickt sind, oft in Tavernen oder ländlichen Umgebungen. Der einzige Zweck seiner Kompositionen scheint oft die Darstellung des Wesens des Lasters zu sein.
Es ist nach wie vor umstritten, ob er beabsichtigte, eine moralische Botschaft zu vermitteln. Es scheint, dass er sich allmählich ausschließlich dafür interessierte, die Gesichtsausdrücke der dargestellten Personen realistisch wiederzugeben, wenn sie Emotionen wie Schmerz, Wut, Ekel und Freude empfanden. Besonders deutlich wird dies in seinen zahlreichen Gemälden von Kneipenschlägereien, wie z. B. die Schlägerei zwischen Bauern und die Zankende Kartenspieler (beide in der Alten Pinakothek, München). Diese Kompositionen zeigen, wie sich die Wut in ihren unterschiedlichen Stadien und Ausprägungen in der Mimik der streitenden Personen widerspiegelt. Brouwer scheint diese Wutausbrüche nicht als christliche Sünde anzuprangern, sondern als Ausdruck eines Mangels an Selbstbeherrschung. Diese Ansicht beruhte wahrscheinlich auf den ethischen Ideen von Seneca, die vom flämischen Philologen und Humanisten Justus Lipsius wiederentdeckt und zum Neostoizismus weiterentwickelt wurden. Diese neuen Ideen wurden im humanistischen Kreis von Antwerpen, zu dem auch Brouwer gehörte, allgemein akzeptiert.
Um 1620 war Brouwer in Holland tätig. Das Genre der Bauernmalerei war der holländischen Malerei weitgehend fremd und wurde nur von flämischen Künstlern gepflegt, die nach Holland kamen. Eines von Brouwers Werken aus den 1620er Jahren ist das Bauernfest (Kunsthaus Zürich). Die Farben sind in gebrochenem Komplementärkontrast meist gegenstandsgebunden eingesetzt. Das Licht lässt die Farben gesättigt erscheinen, es werden dadurch meist ein oder zwei Figuren im Vordergrund akzentuiert. Durch die klaren Umrisse der Figuren wird die Komposition im Gleichgewicht gehalten. Brouwers Werk hebt sich damit deutlich von dem seiner Zeitgenossen ab. Die Konzentration auf kleinere Figurengruppen ist im Wesentlichen frei von manieristischen Kompositionsschemata. Brouwer arbeitete während seines Hollandaufenthaltes diese Darstellungsart weiter aus, wie es in dem Bild Moerdijk-Bauern (New York, Markus-Collection, Scarsdale), an den Figuren zu sehen ist.

### Porträts und Tronies

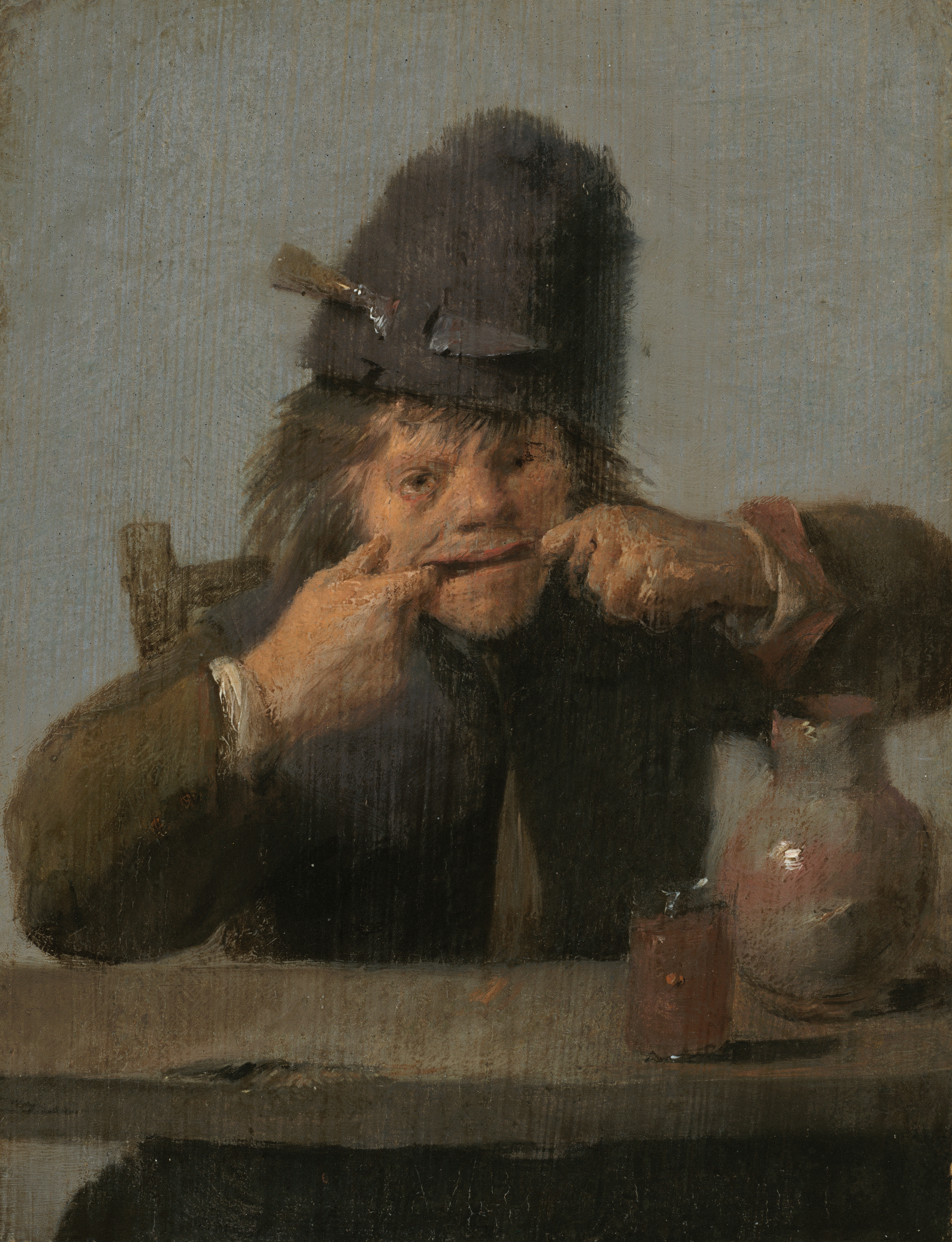
Junger Mann, der ein Gesicht zieht

Brouwer gilt als wichtiger Erneuerer der Porträtmalerei, einer herausragenden Gattung in der flämischen and niederländischen Kunst.
Sein berühmtestes Gruppenporträt spielt in einer Taverne und wird als Die Raucher bezeichnet (ca. 1636, The Metropolitan Museum of Art, New York). Trotz des aktuellen Titels handelt es sich bei der Szene um ein Gruppenporträt von Künstlerkollegen von Adriaen Brouwer, die in Antwerpen lebten. Nicht alle von ihnen konnten mit Sicherheit identifiziert werden. Brouwer ist die zweite Figur auf der linken Seite, die dem Betrachter zugewandt ist. Er hat die Augen weit geöffnet, hält in der rechten Hand einen Bierkrug und bläst Rauch aus seiner Pfeife. Die Figur ganz rechts wurde als Jan Davidsz. de Heem identifiziert. Die anderen Künstler konnten nicht mit Sicherheit identifiziert werden, aber es wird vermutet, dass Jan Lievens die Person ganz links ist, Joos van Craesbeeck die Person in der Mitte und Jan Cossiers die zweite Person auf der rechten Seite. Die Raucher fällt in das Genre des 'ausschweifenden' Künstlerporträts, das im 17. Jahrhundert in der niederländischen und flämischen Genremalerei auftauchte.  Das Genre war eine Umkehrung des Renaissance-Ideals des „pictor doctus“, d. h. der Künstler als Intellektueller und Gentleman. Dieses Ideal wurde durch das neue Modell des verschwenderischen Künstlers ersetzt, der sich durch seine schöpferische Inspiration und sein Talent auszeichnet.  Diese (Selbst-)Porträts betonten den ausschweifenden Charakter der Künstler, indem sie Assoziationen zu traditionellen moralischen Themen wie den „fünf Sinnen“, den „sieben Todsünden“ und dem „Verlorenen Sohn in der Taverne“ weckten. In Die Raucher stellten Bouwers den Geschmackssinn dar.
Brouwer spielte eine wichtige Rolle bei der Entwicklung des Genres der „Tronie“. Der Begriff „Tronie“ bezieht sich typischerweise auf Figurenstudien, die nicht dazu gedacht sind, eine identifizierbare Person darzustellen, sondern vielmehr Ausdrucksvarianten zu untersuchen. Als solche sind Tronies eine Form der Genremalerei im Hochformat. Adriaen Brouwer trug zu diesem Genre bei, da er ein Talent für Expressivität besaß. Sein Werk gab den Figuren der Unterschicht ein Gesicht, indem er ihren Bildern erkennbare und lebhaft ausgedrückte menschliche Emotionen – Gefahr, Freude, Schmerz und Vergnügen – einfließen ließ. Sein Werk Junger Mann, der ein Gesicht zieht (um 1632/1635, National Gallery of Art) zeigt einen jungen Mann mit einer satirischen und spöttischen Geste, die ihn vermenschlicht, so wenig einladend er auch erscheinen mag. Brouwers kräftiger Farbauftrag in dieser Komposition mit seinen charakteristisch kurzen, unmodulierten Pinselstrichen verstärkt die dramatische Wirkung.
Genremaler kehrten oft zum alten Thema der Allegorie der fünf Sinne zurück und schufen Serien von Tronien, die die fünf Sinne oder die sieben Todsünden darstellen. Brouwer malte auch eine Reihe von Genreporträts, die die fünf Sinne oder die sieben Todsünden darstellen. Ein Beispiel dafür ist das Gemälde Dicker Mann oder Luxuria, von dem man glaubt, dass es ein Porträt von Paulus Pontius sowie eine Darstellung der Todsünde der Lust ("Luxuria" auf Latein) ist.

### Landschaften
Brouwer malte zusätzlich zu seinen ländlichen Szenen einige späte Landschaften. Sie sind stimmungsvoll und locker gemalt.  Diese Landschaften beeinflussten zeitgenössische Landschaftsmaler wie Lodewijk de Vadder, dessen Dünenlandschaft mit Reisenden und einem Hund auf einem Pfad entlang einer Bucht sich deutlich von Brouwers Dünenlandschaft bei Mondschein inspirieren lässt (Gemäldegalerie, Berlin).

## Werke (Auswahl)

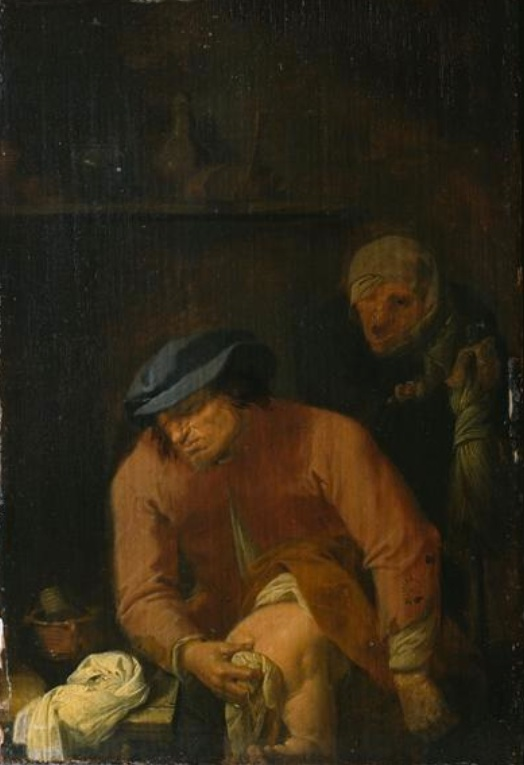
Der Geruch
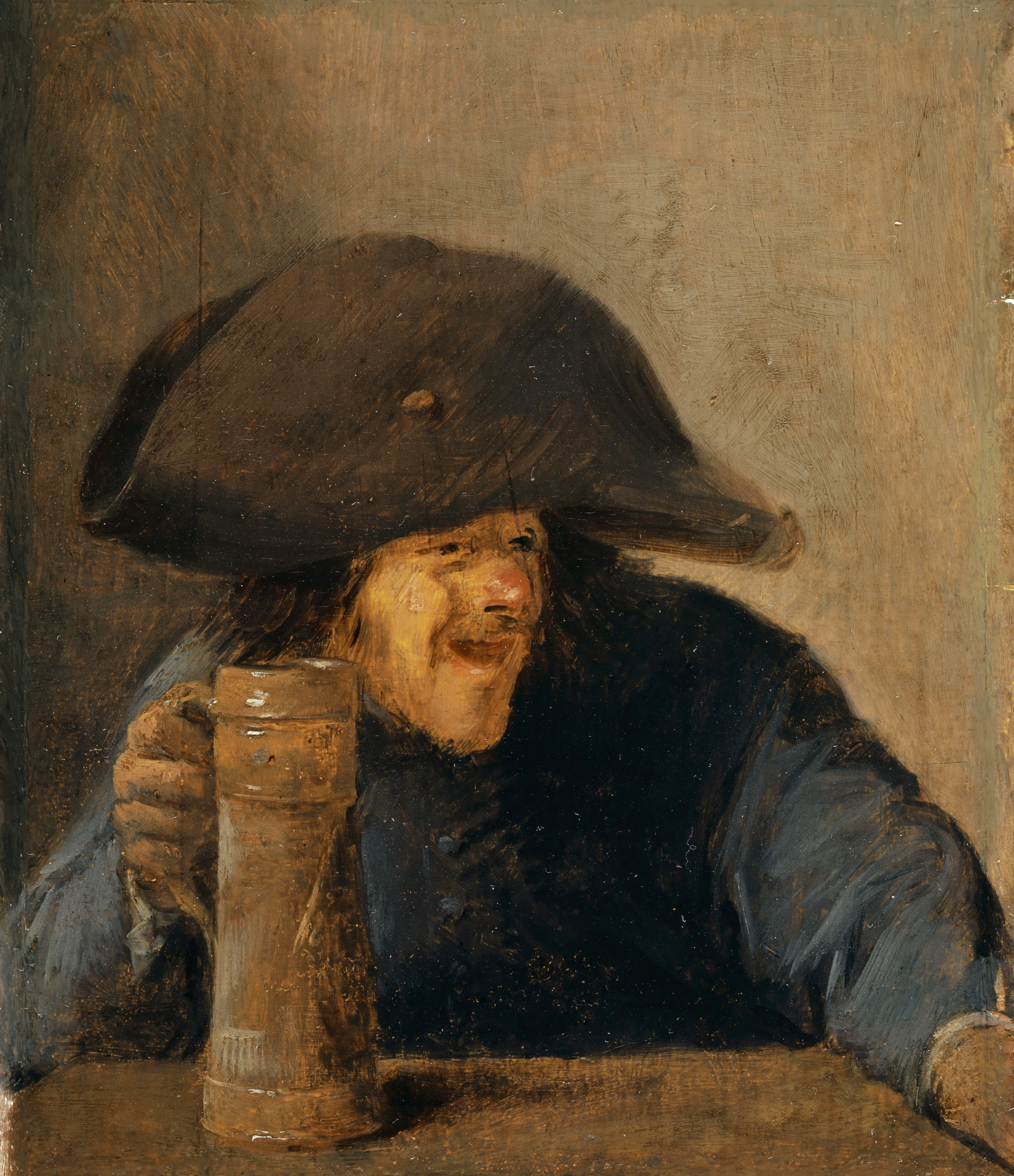
Bauer mit Zweimaster und Krug
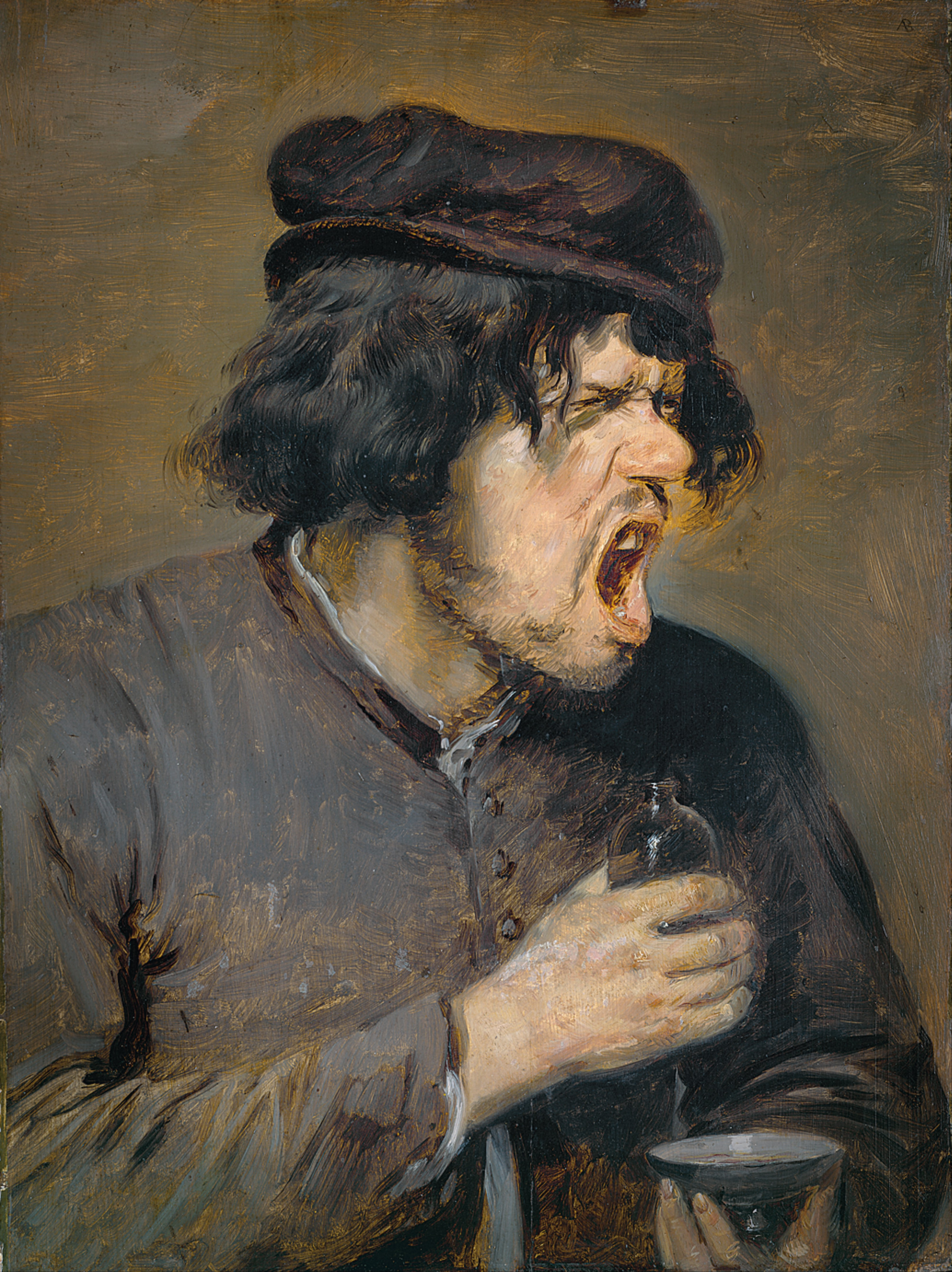
Der bittere Trank
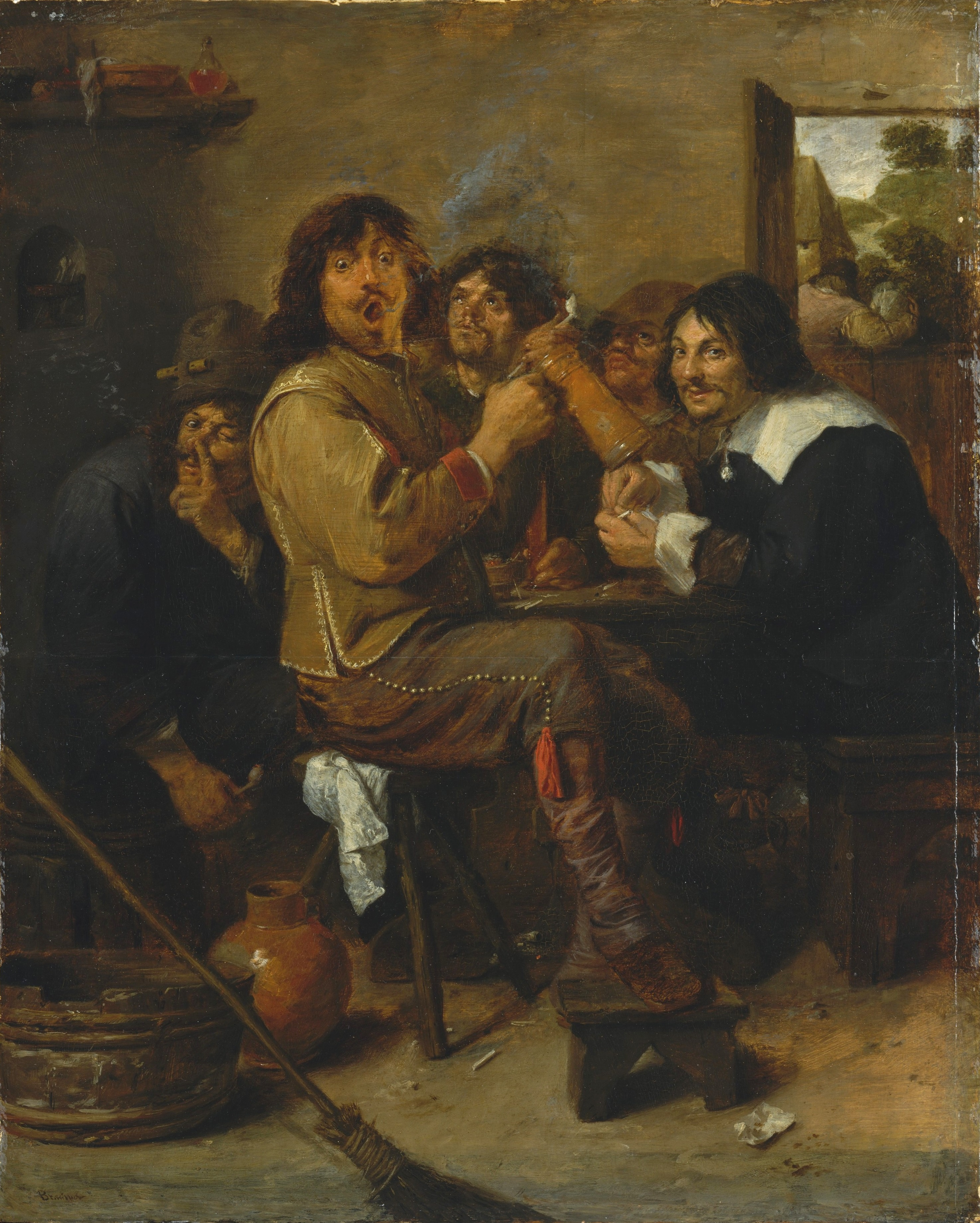
Die Raucher (1636)

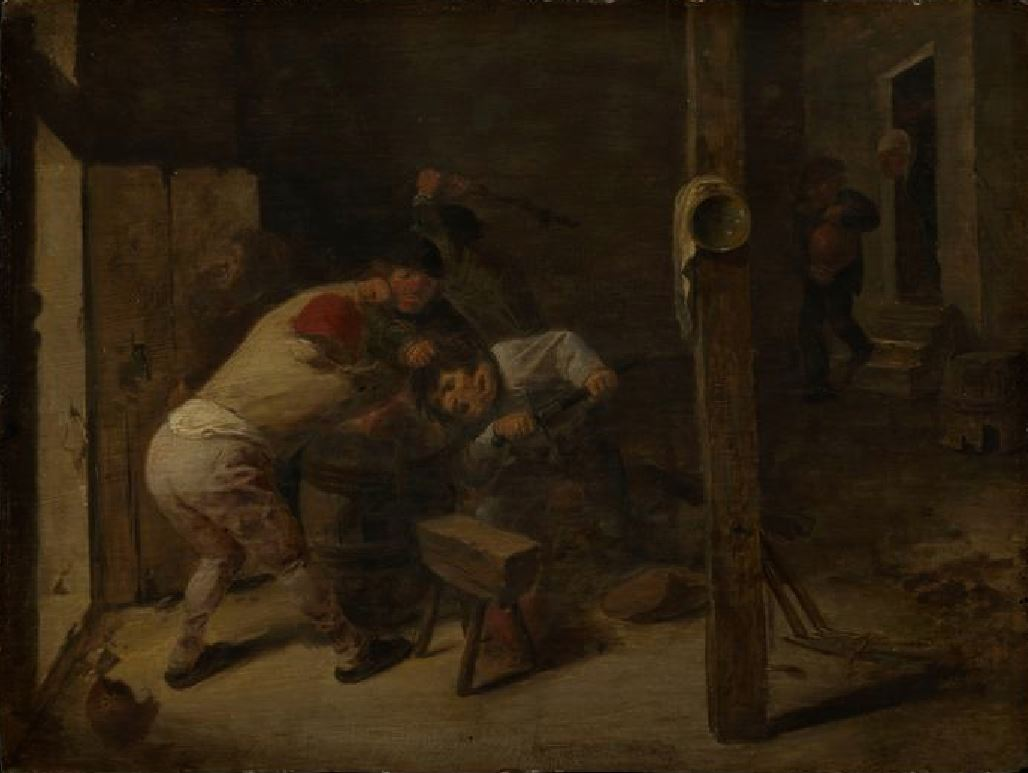
Schlägerei zwischen Bauern
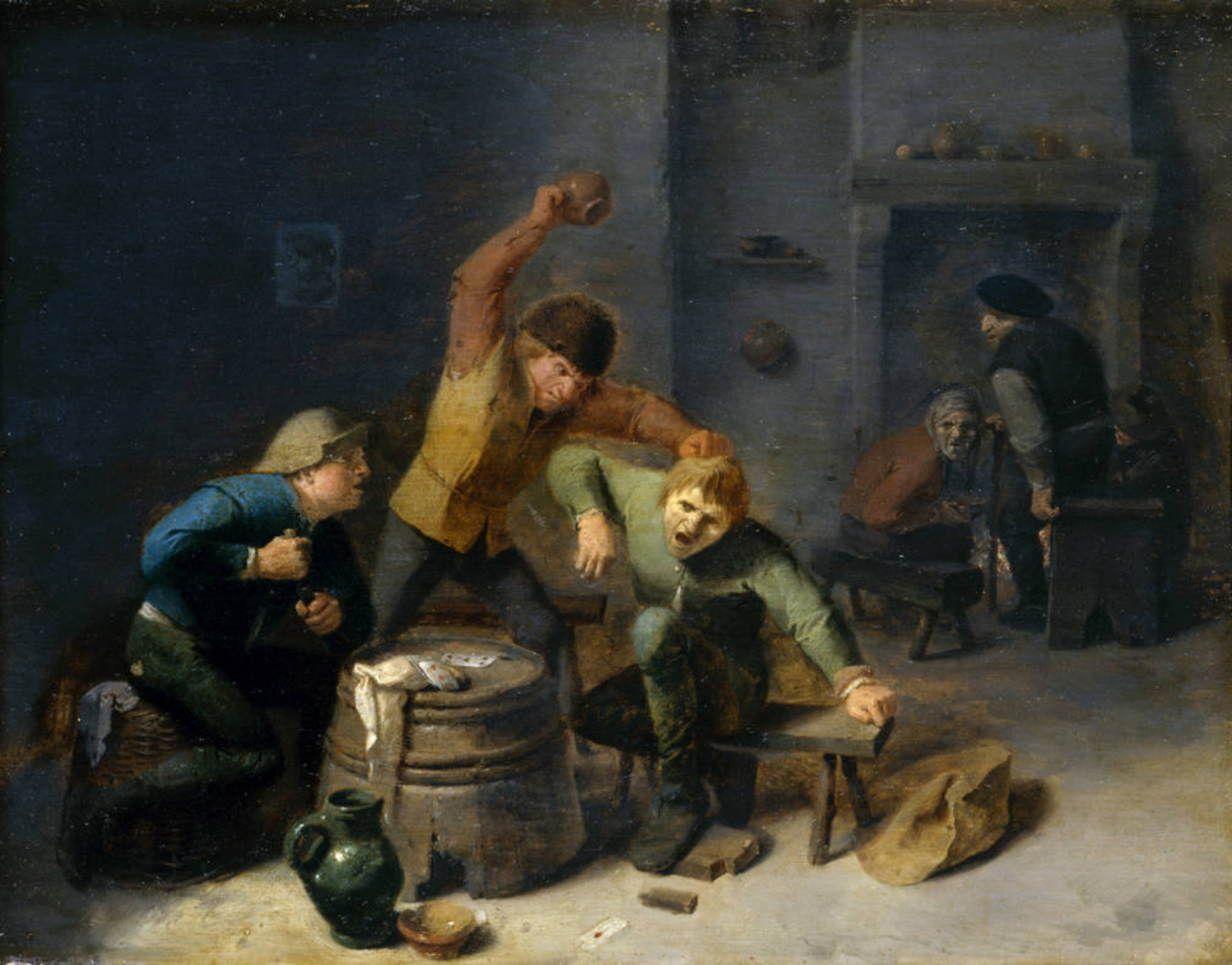
Bauernrauferei beim Kartenspiel
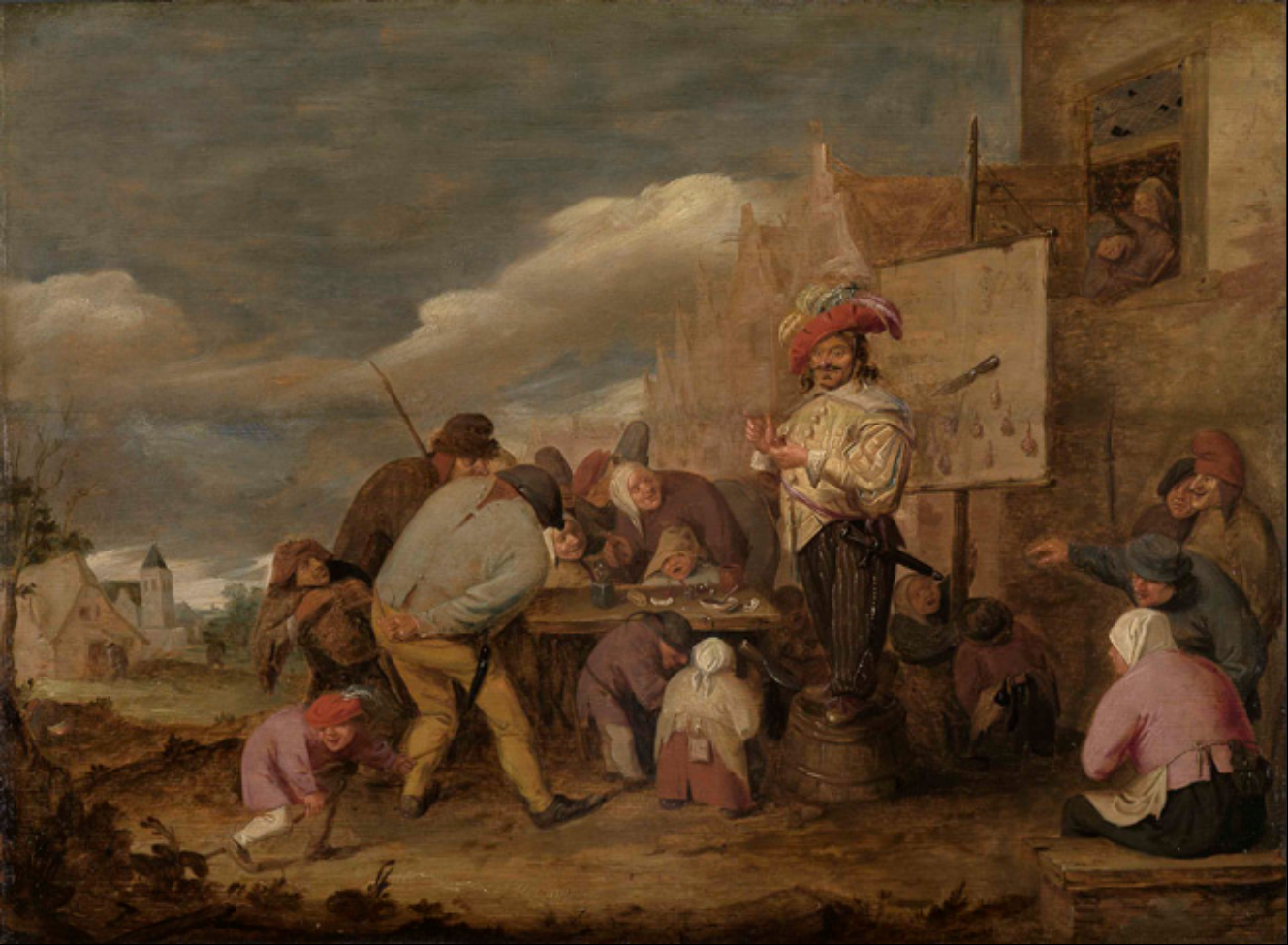
Der Quacksalber
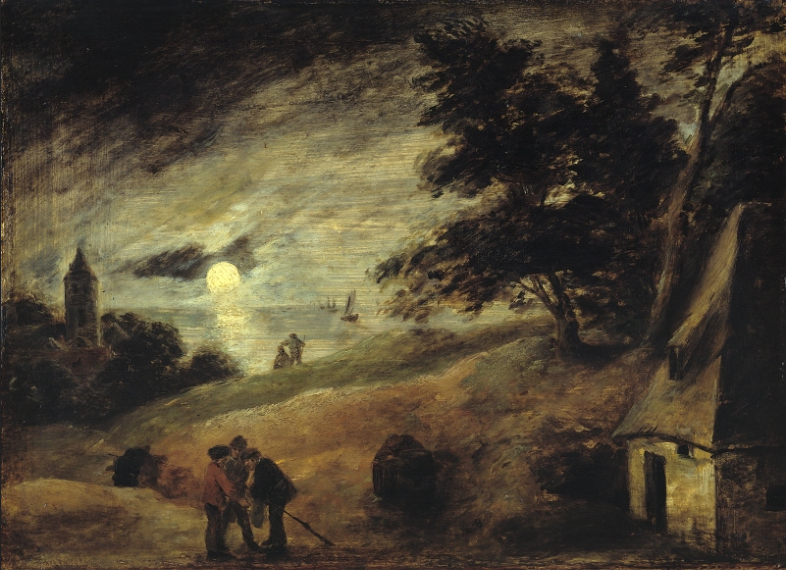
Dünenlandschaft im Mondschein

- Porträt von Jan de Dood, um 1630–1640, Museum Boijmans Van Beuningen, Rotterdam
- Wirtshausszene, um 1624–1625, Museum Boijmans Van Beuningen, Rotterdam
- Dorfszene mit Trinkern, ca. 1631–1635, Museo Thyssen-Bornemisza, Madrid
- Schlafender Bauer, mid 1630s, Wallace Collection, London
- Trinker im Hof, Königliche Museen der Schönen Künste, Brüssel
- Der Flötist, Königliche Museen der Schönen Künste, Brüssel
- Das Gefühl, um 1635, Residenzgalerie, Salzburg
- Pfannkuchenbäcker, um 1625, Philadelphia Museum of Art, Philadelphia
- Die Raucher oder Die Bauern von Moerdijk, 1627–1630, Privatsammlung
- Bauern beim Tricktrackspiel, um 1635, Museum der bildenden Künste, Leipzig
- Dorfschenke, Bredius Museum, Den Haag
- Die Kartenspieler, Königliches Museum der Schönen Künste, Antwerpen
- Zwei Bauern, Ashmolean Museum, Oxford
- Innenansicht einer Taverne, um 1630, Dulwich Picture Gallery, London
- Junge, eine Grimasse schneidend, ca. 1632/1635, National Gallery of Art, Washington, D.C.
- Zechende Bauern in einem Gasthaus, Museum of Fine Arts, Boston
- Prügelnde Bauern, ca. 1625–1626, Mauritshuis, Den Haag
- Dünenlandschaft, 1633–1638, Akademie der bildenden Künste, Wien
- Streitende Bauern in einem Wirtshaus, um 1630, Alte Pinakothek, München
- Prügelnde Bauern, 1631–1635, Alte Pinakothek, München
- Kartenspielende Bauern in einer Schenke, 1630–1640, Alte Pinakothek, München
- Dorfbadestube, um 1631, Alte Pinakothek, München
- Trinkende und rauchende Bauern, 1635, Alte Pinakothek, München
- In der Schenke, Alte Pinakothek, München

- Dünenlandschaft im Mondschein, 1635–1637, Gemäldegalerie, Berlin
- Die Rauferei, 1630–1640, Alte Pinakothek, München
- Der bittere Trank, um 1636–1638, Städelsches Kunstinstitut, Frankfurt am Main
- Das Schlachtfest, 1630–1640, Staatliches Museen, Schwerin
- Bauernrauferei beim Würfelspiel, 1630–1640, Gemäldegalerie Alte Meister, Dresden
- Bauernrauferei beim Kartenspiel, 1630–1640, Gemäldegalerie Alte Meister, Dresden
- Unangenehme Vaterpflichten, Gemäldegalerie Alter Meister, Dresden
- Die Raucher, um 1636, Metropolitan Museum of Art, New York
- Bauer mit einem Vogel, Metropolitan Museum of Art, New York
- Bäuerin, einen Hund nach Flöhen absuchend, um 1626, Metropolitan Museum of Art, New York
- Wirtshausszene, um 1635, National Gallery, London
- Vier Bauern in einem Keller, um 1630, National Gallery, London
- Singender Gastwirt, Eremitage, Sankt Petersburg
- Wirtshausszene, 1634–1638, Eremitage, Sankt Petersburg
- Dorf-Scharlatan, um 1625, Eremitage, Sankt Petersburg
- Musizierende Gesellschaft, Rijksmuseum, Amsterdam
- Der Trinker, Rijksmuseum, Amsterdam
- Der Raucher, Rijksmuseum, Amsterdam
- Die Operation am Rücken, Städelsches Kunstinstitut, Frankfurt am Main